# Округ Нобл (Оклахома)
Нобл (енгл. Noble County) је округ у америчкој савезној држави Оклахома.

## Демографија
По попису из 2010. године број становника је 11.561, што је 150 (1,3%) становника више него 2000. године.
| Група             | 2000.         | 2010.         |
| Белци             | 9.786 (85,8%) | 9.626 (83,3%) |
| Афроамериканци    | 180 (1,6%)    | 204 (1,8%)    |
| Азијати           | 38 (0,3%)     | 45 (0,4%)     |
| Хиспаноамериканци | 205 (1,8%)    | 300 (2,6%)    |
| Укупно            | 11.411        | 11.561        |